# Friedrich Alexander Simon
Friedrich Alexander Simon (* 31. August 1793 in Königsberg; † 3. September 1869 in Hamburg) war ein deutscher Arzt und Autor.

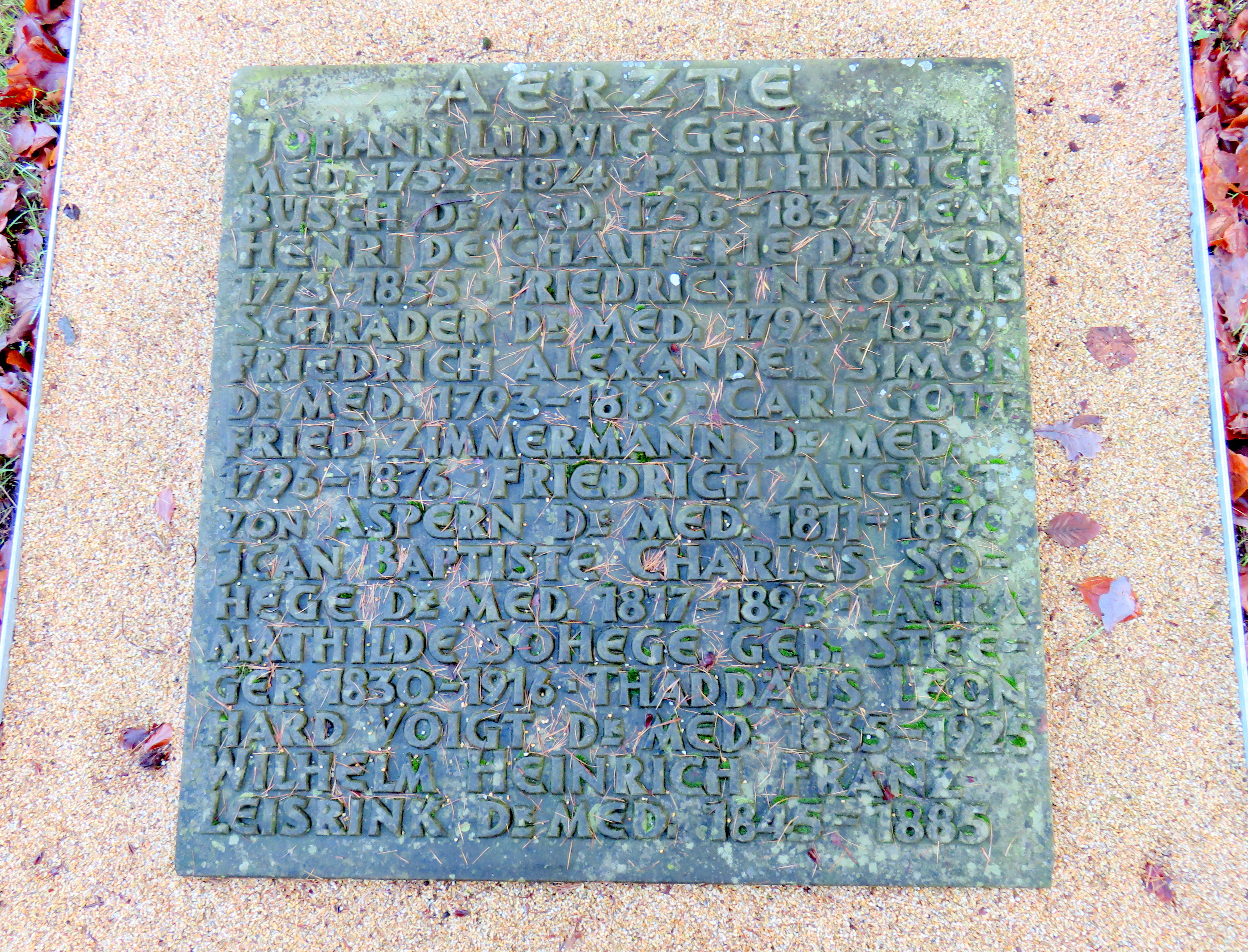
„Friedrich Alexander Simon“, Sammelgrabmal Aerzte, Friedhof Ohlsdorf

Er entstammte einer ehemals jüdischen Familie, die zum christlichen Glauben übergetreten war, und ließ sich nach der Promotion im März 1819 an der Universität Göttingen als praktischer Arzt in Hamburg nieder. Dort wirkte er neben seiner ärztlichen Tätigkeit auch als medizinischer Autor des von Julius Campe geleiteten Verlages Hoffmann und Campe. Seine Veröffentlichungen umfassten insbesondere Schriften zu Geschlechtskrankheiten sowie Werke, die sich kritisch mit der auf Samuel Hahnemann zurückgehenden Homöopathie auseinandersetzten. So begründete er 1834 die Zeitschrift „Antihomöopathisches Archiv“, die er bis 1848 herausgab.
Ab 1827 war er mit einer aus einer Altonaer Familie stammenden Frau verheiratet.
An Friedrich Alexander Simon wird auf der Sammelgrabmalplatte Aerzte des Althamburgischen Gedächtnisfriedhofs, Friedhof Ohlsdorf, erinnert.

## Werke (Auswahl)
- Samuel Hahnemann, Pseudomessias medicus, der Verdünner oder kritische Ab- und Ausschwemmung des medicinischen Augiasstalles, Organon der Heilkunst genannt, für Ärzte und gebildete Nichtärzte. Hamburg 1830–1836
- Öffentliche und persönliche Vorsichtsmaßregeln gegen die ostindische Brechruhr oder Cholera morbus. Hamburg 1831
- Geist der Homöopathie: Ein Wort der Warnung an Kranke jeder Art. Hamburg 1833
- Versuch einer kritischen Geschichte der örtlichen Lustübel und ihrer Behandlung seit der ältesten bis auf die neueste Zeit. Hamburg 1846
- Handbuch der speciellen Pathologie und Therapie. Band 2: Intoxicationen, Zoonosen und Syphilis. Erlangen 1855 (als Mitautor)
- Kritische Geschichte des Ursprungs, der Pathologie und Behandlung der Syphilis, Tochter und wiederum Mutter des Aussatzes. Hamburg 1857–1860